# Kożuchy Małe (Giżycko)
Pour les articles homonymes, voir Kożuchy Małe.
Kożuchy Małe est un village polonais de la voïvodie de Varmie-Mazurie, dans le powiat de Giżycko.